# 防空壕
防空壕（ぼうくうごう、英語: air raid shelter）は、空襲のときに待避するために地を掘って作った穴や構築物（地下壕や地下室）。避難壕（シェルター）の一種。

## 概要
航空機による爆撃や機銃掃射だけでなく、対地ミサイル攻撃や砲撃から身を守る機能もあり、敵の地上部隊が進撃・上陸してきた場合には、防衛戦における陣地や要塞を兼ねて使われることもある（2022年ロシアのウクライナ侵攻におけるアゾフスタリ製鉄所の戦いなど）。また下記の事例のように、地上に防護施設を建設した事例もある。
紛争地帯では、防空壕は日々の生活で実用されている。イスラエルは建国以来、複数回の戦争（中東戦争）を経験しており、防空壕は「空襲警報のサイレンが鳴るたびに駆け込むもの」という位置づけである。
また核攻撃に備えて核シェルターを建造している国もある(北欧など)。アメリカ合衆国の民間人でも、プレッパーと呼ばれる人々は、自力でそうした核シェルターを用意している。
強度や規模は様々であり、日本で太平洋戦争中に民間人が自家用に作ったものは小さくて簡素な防空壕だったが、政府が国家・政府機能や軍隊の指令系統を維持するために作る場合は、強固で大きななシェルターを作ることになる。アメリカ合衆国連邦政府は核攻撃にも耐えるよう山の下、分厚い岩盤の層の下に建造し、かなりの人数が長期に渡り生き延びられるように備蓄もしている（シャイアン・マウンテン空軍基地）。

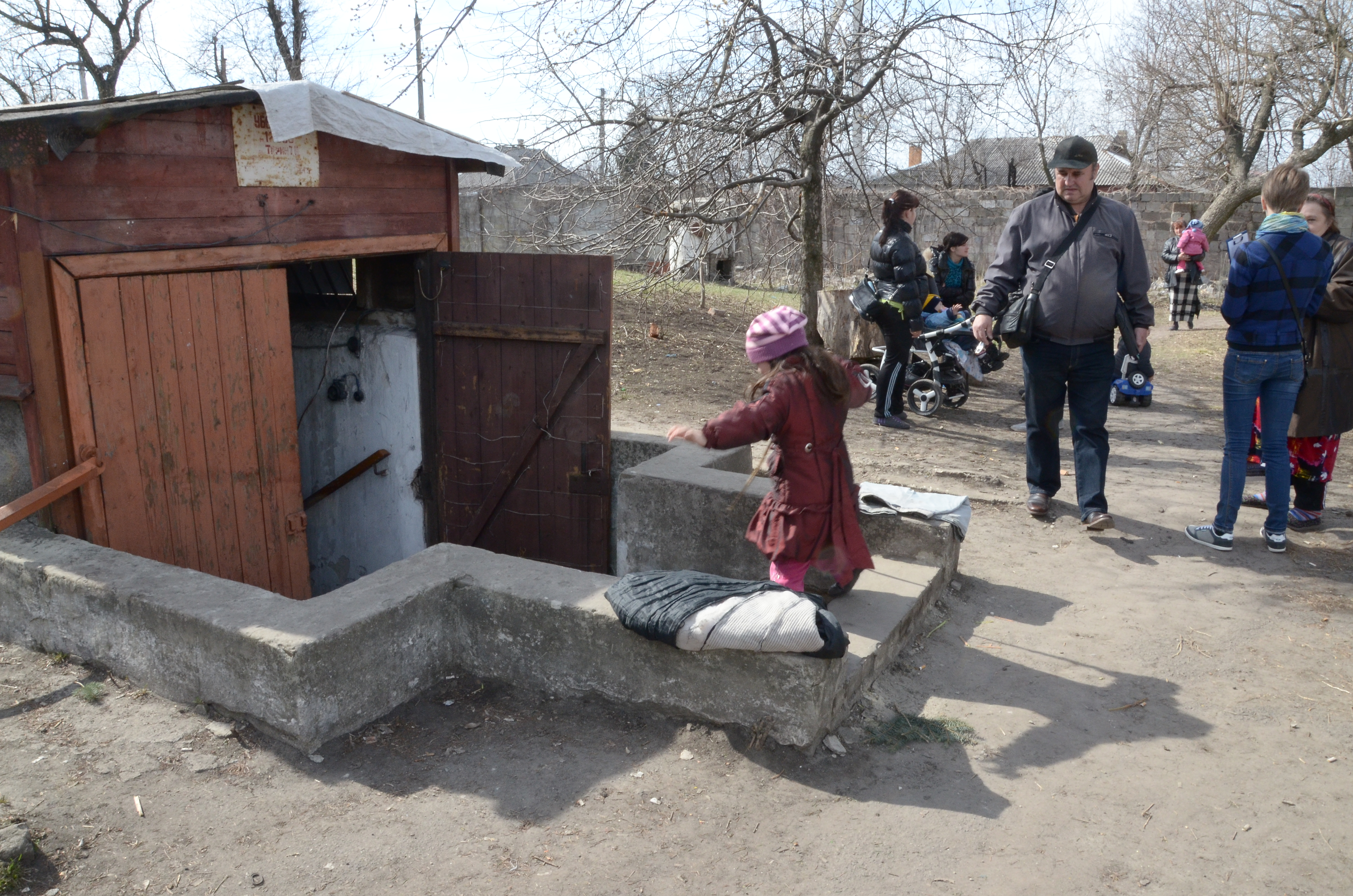
ウクライナのドネツィクにある防空壕の入口
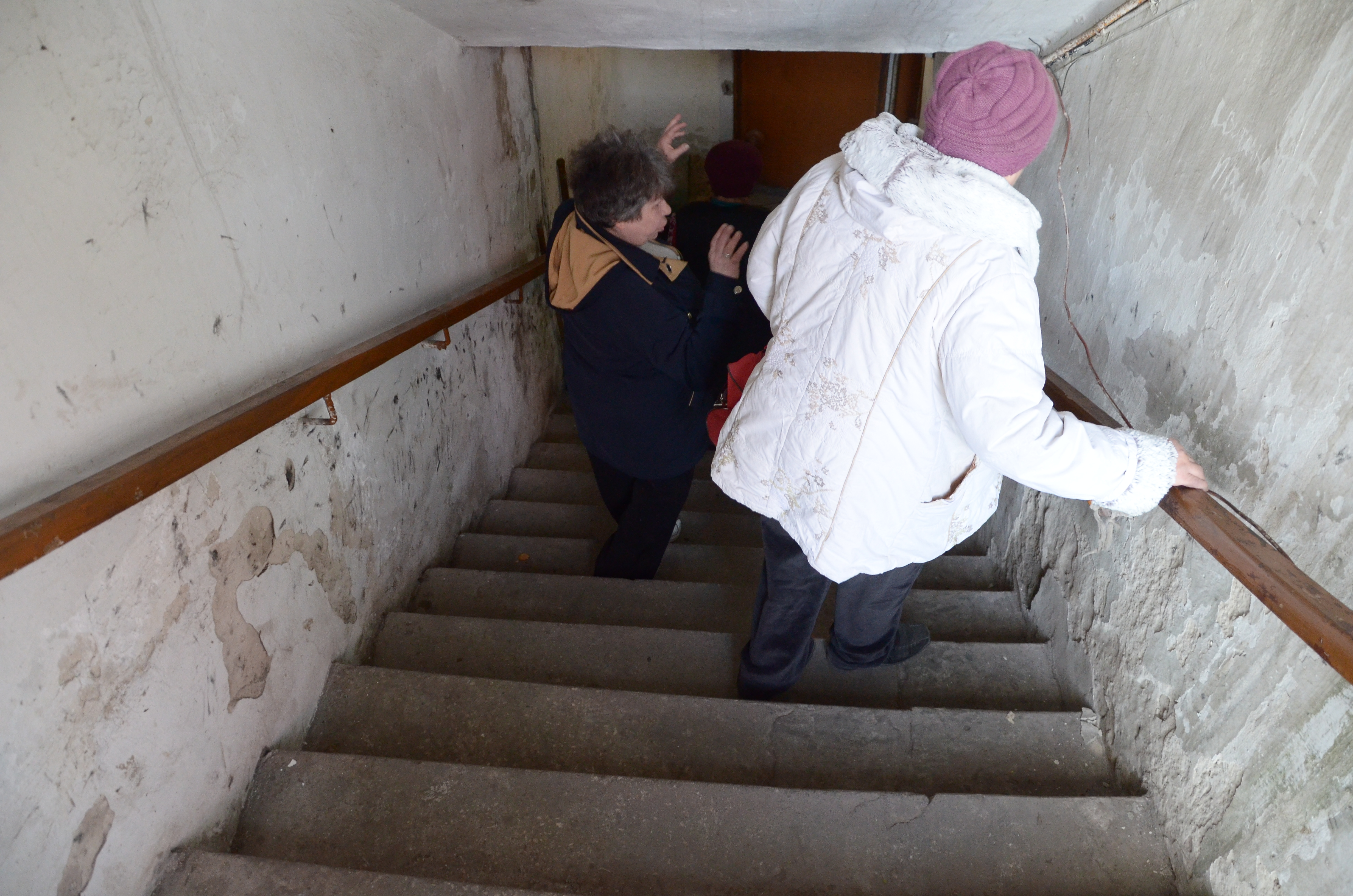
地下防空壕へ下りる階段（ドネツィク）
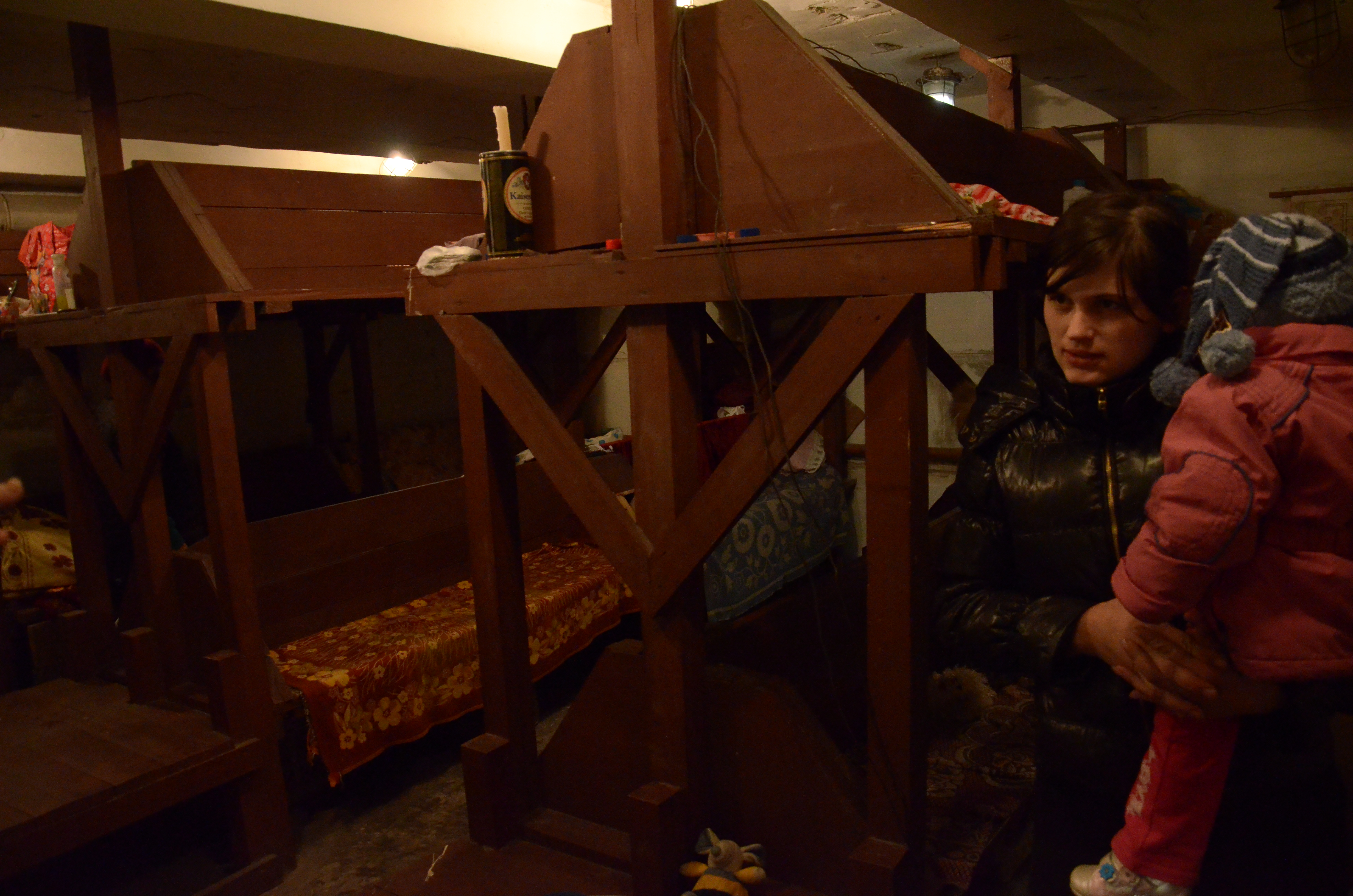
ドネツィクの地下壕内部
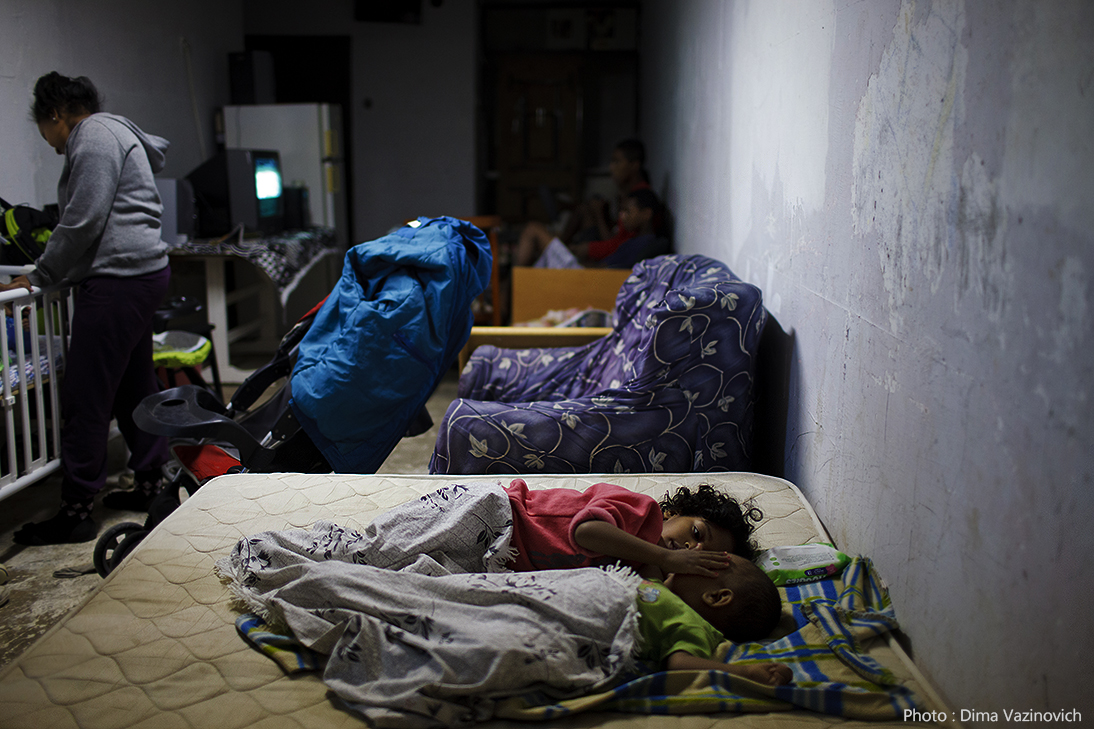
イスラエルの防空壕。
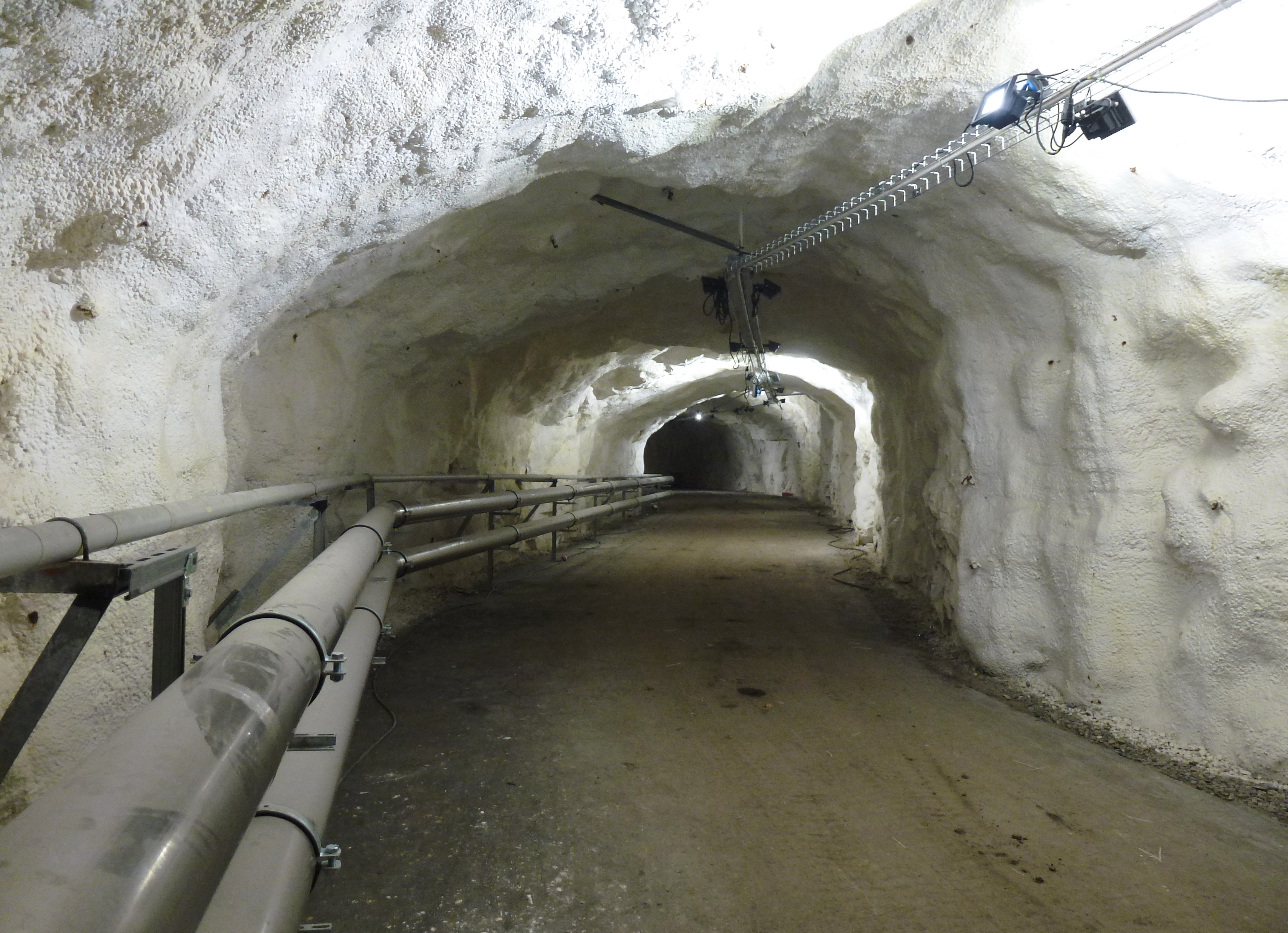
スウェーデンの防空壕（内部へ向かう通路）
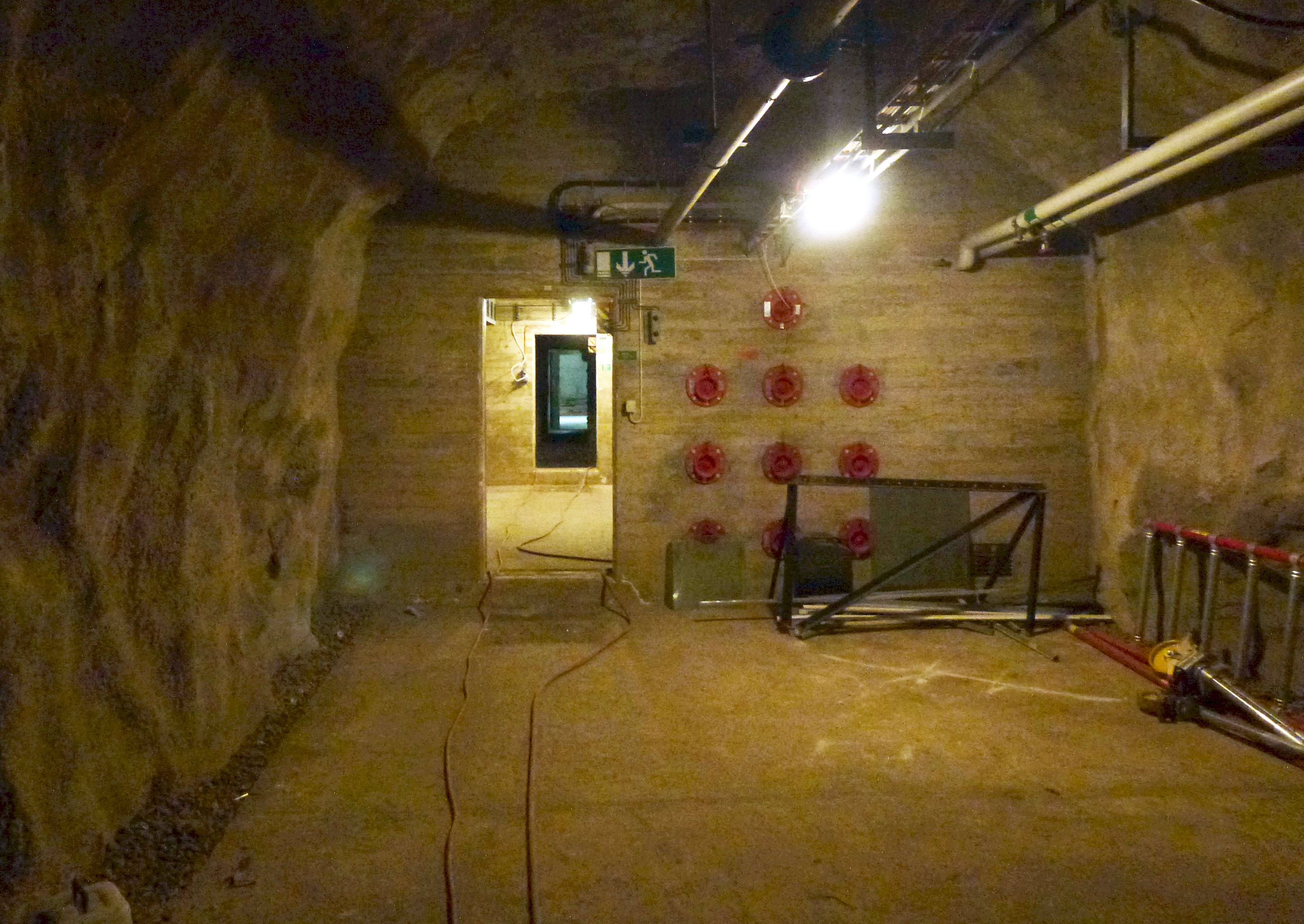
スウェーデンの防空壕内部

現代では地下鉄駅が防空壕としても利用されている。他国からの侵略を意識する国々では、一部の地下鉄駅は防空壕兼用で設計し、諸設備も備えている。
2022年ロシアのウクライナ侵攻では、地下鉄駅にウクライナ国民が多数、毛布、寝袋、キャンプ用マットレス、段ボールなどを持ちこんで1カ月以上耐えている。防空壕となった地下鉄駅では、自国や各国のボランティア団体などが水や食料を配布している。

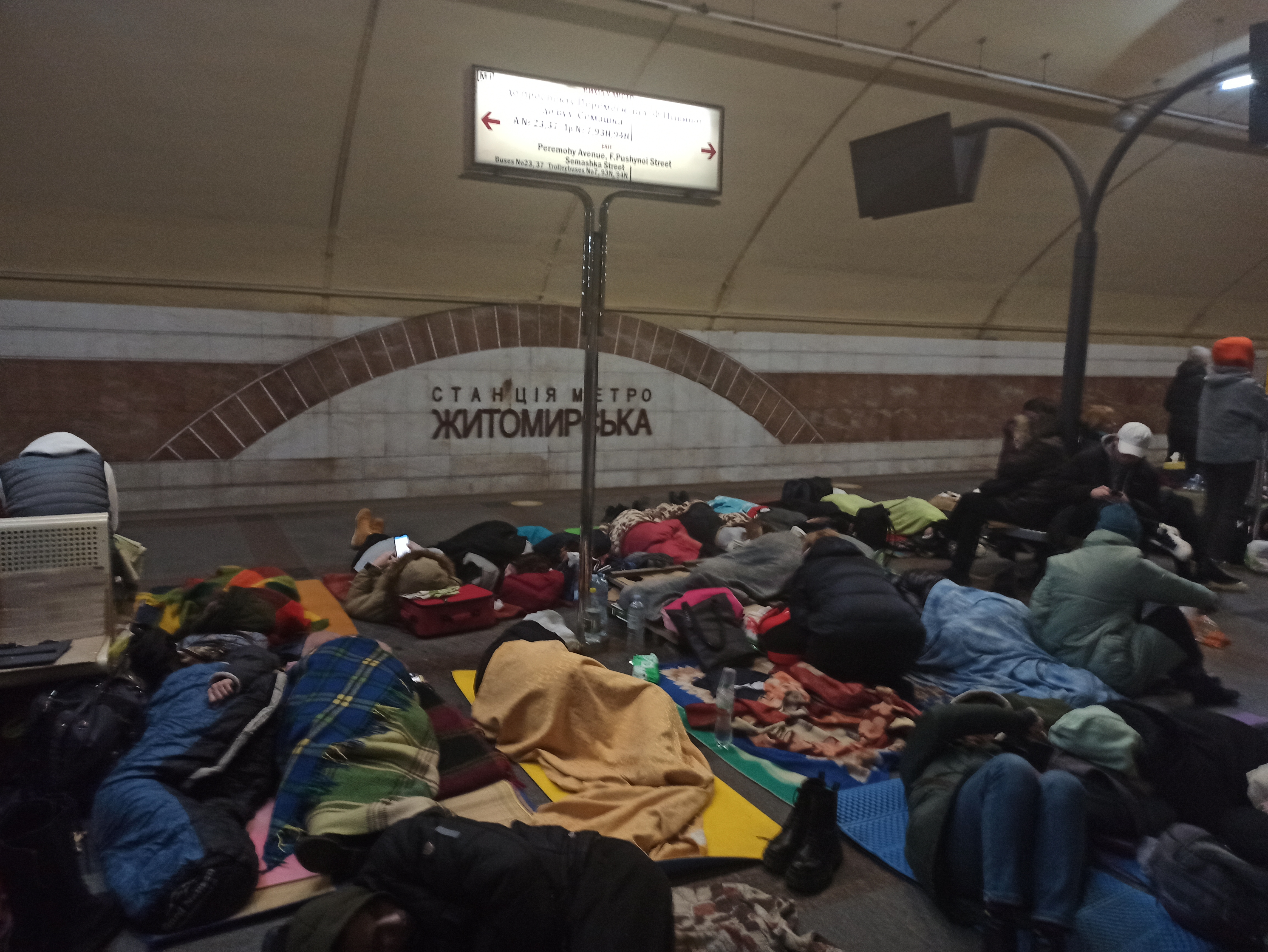
防空壕として使われ、長期避難状態になった地下鉄駅構内（2022年、ウクライナ）
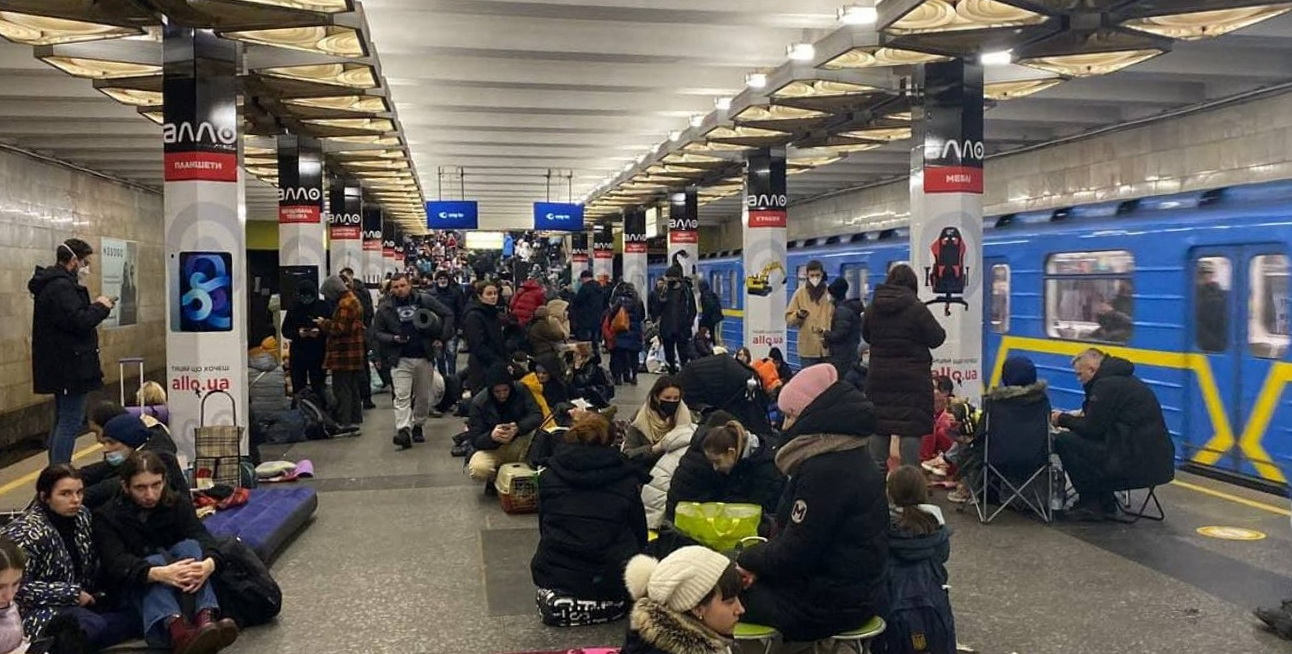
構内だけでは足りずホーム上にも座る避難者。列車も運行され、乗降客も歩いている（2022年、キーウの地下鉄駅）。

## 歴史
第二次世界大戦期には、各国で、防空壕が造られるようになった。
冷戦期には大量破壊兵器、が使用されるリスクが高まり、それらから身をまもるためのシェルターや、シェルター機能を兼ね備えた地下鉄駅などが各国で盛んに建造された。

## 各国の防空壕

### アメリカ合衆国

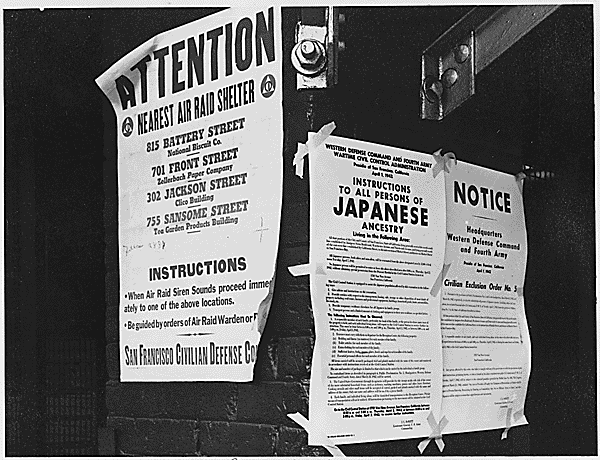
第二次世界大戦中にサンフランシスコ市内に張り出されたシェルターへの避難案内

第二次世界大戦中のアメリカでは、1942年9月に行われた日本海軍機によるアメリカ本土空襲を受けて、サンフランシスコやシアトル、ロサンゼルスなどの西海岸の主要都市に防空壕が多数作られた。
冷戦期に、ソ連からの核攻撃に備えレイブン・ロックマウンテン・コンプレックス(別名：underground Pentagon)という陸海空軍の非常用統合指揮所、北アメリカ航空宇宙防衛司令部（NORAD）の地下司令部シャイアン・マウンテン空軍基地が作られた。
政府存続計画の一つ 「Project Greek Island」で、首都ワシントンD.C.から近いグリーンブライヤーホテルの地下に政府要人のための核シェルターが設置された。
ホワイトハウスの地下には「大統領危機管理センター」（PEOC）という名の地下壕がある。2001年9月11日のアメリカ同時多発テロの時も大統領側近らが使用した（ジョージ・W・ブッシュ大統領自身は、テロ発生時はワシントンを離れていた）。ドナルド・トランプ大統領も2020年5月に警官によるジョージ・フロイドの殺害に抗議するデモが起きた時にこのPEOCを使用した。

### イギリス

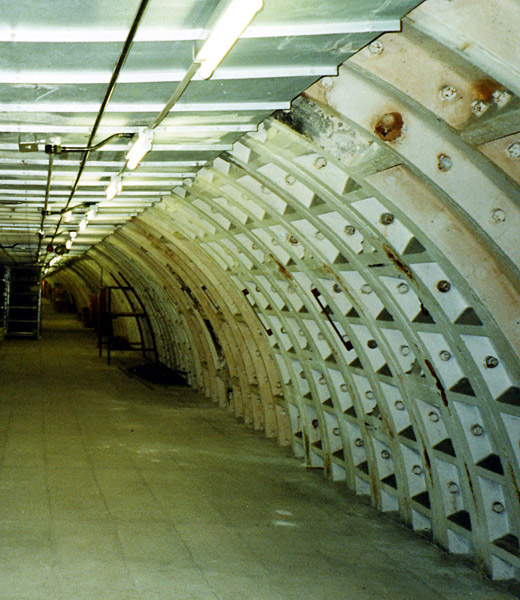
地下深くに作られたロンドンの防空壕

第二次世界大戦当時、ドイツ空軍の空襲（バトル・オブ・ブリテン）にさらされたロンドンでは、発達した地下鉄を防空壕として使用した。ほかに、戦争初期に計画して郵便施設地下に作られた「パドック」（暗号名）、ウックスブリッジ空軍地下秘密指令施設などがあった。
冷戦期には、ロンドンのコーシャムにある地下採石場跡を使用した核シェルター作戦本部 en:Central Government War Headquartersやen:Hack Green Secret Nuclear Bunker、en:York Cold War Bunker が設置された。

### ウクライナ
ソ連時代（ウクライナ・ソビエト社会主義共和国）から作られたシェルターが国内に多数存在する。ソビエト連邦の崩壊に伴う1991年のウクライナ独立後には、多くが忘れ去られるもしくは維持管理のレベルが低下した。
ウクライナ北東部のハルキウ州の州都ハルキウの例では、市内に4600ヶ所のシェルターがあるとされていたが、2021年以降のロシア・ウクライナ危機の際に住民らが確認したところ、使用可能となっている場所でも地下水が溜まっていたり、遊興飲食店に転用されたりしているなど、問題のある場所が指摘されることとなった。

### 韓国
韓国では、地下鉄や地下街は、主に北朝鮮から攻撃された場合に防空壕として利用するために建造されている。そのため地下鉄駅や地下街の入口には「避難所」と表示され、戦時を想定した設備も多く備わり、防毒マスクの備蓄なども行われている。韓国で首都ソウルをはじめ多くの主要都市に地下街が発達しているのはシェルター利用を想定しているためでもある。

### スウェーデン
スウェーデンは核攻撃に備え、一部の戦闘機を山中などに配置された核シェルターに保管する方針をとっている。
このため国産戦闘機ドラケンやビゲンは狭い格納庫に入るように設計されている。

### 中国
1969年の中ソ対立を機に、広大な核シェルター「北京地下城」が建設された。

### ドイツ
総統アドルフ・ヒトラーは首都ベルリンの官邸地下に、総統地下壕と呼ばれる非常に強固な地下壕を建造させていた。深さは地下15メートル。強化コンクリートの壁で囲まれ、上面のコンクリートの厚さは4メートルに及んだ。敗戦色が濃くなるとここに身を隠し、軍へ指示を出した。戦後、あまりに強固すぎて破壊できなかったため、埋めるにとどまっている。
ドイツの都市部には第二次大戦期・東西冷戦期の防空壕が残り、地下のトンネルや核シェルターのほか、地表に設けられた避難施設（ホーホブンカー）や高射砲塔（フラックトゥルム）も含まれる。これらの一部は歴史的建造物として見学できるほか、住宅・商業施設等としても利用され続けている。軍港では潜水艦を空襲から守るためのUボート・ブンカーが整備された。
ナチス・ドイツはポーランド西部からドイツ東部にかけての山岳地帯に、ドイツ語でde:Projekt Riese（巨人プロジェクト）と呼ばれる一群の大規模地下壕を造っていた。これらが完成する前に敗戦となり、秘密保持が徹底していたため、その目的が軍需工場だったのか、あるいは総統大本営のひとつだったのかは不明である。実際に完成し稼働した地下軍需工場としては、ミッテルバウ＝ドーラ強制収容所の坑道が知られている。
アルプス山脈北側の丘陵地帯にはエルトシュタールというトンネルが点在している。起源は不明だが、昔から避難所や宗教儀式場として利用されていたと推測されている。

### フィンランド
フィンランドはロシア（旧ソ連）と長い国境を接し、20世紀には侵略を受けたため（冬戦争・継続戦争）、侵略は現実的なものと想定して核攻撃にも対応した防空壕が多数用意されている。ヘルシンキ人口（2013年時点のデータで）およそ60万人強を越える90万人が避難できる防空壕が建造してあり、いつでも使用できる状態になっている。
ヘルシンキの地下鉄駅は、核攻撃も想定した防空壕兼用となっている。天井に鉄板などを配し、耐攻撃性能を高めている駅もある。
地下鉄駅以外でも防空壕目的で建造した地下施設も多数建造され、普段は市民の各種施設（スポーツジムや市民プールなど）として利用し、開戦後は純粋に防空壕目的の使用へと切り替える手はずとなっている。
「en:Civil defence in Finland」（英語版記事）も参照。

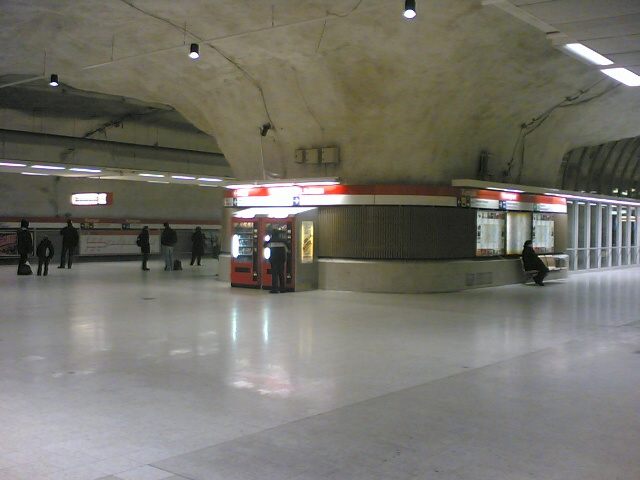
フィンランド首都ヘルシンキの地下鉄駅 兼 防空壕の例。
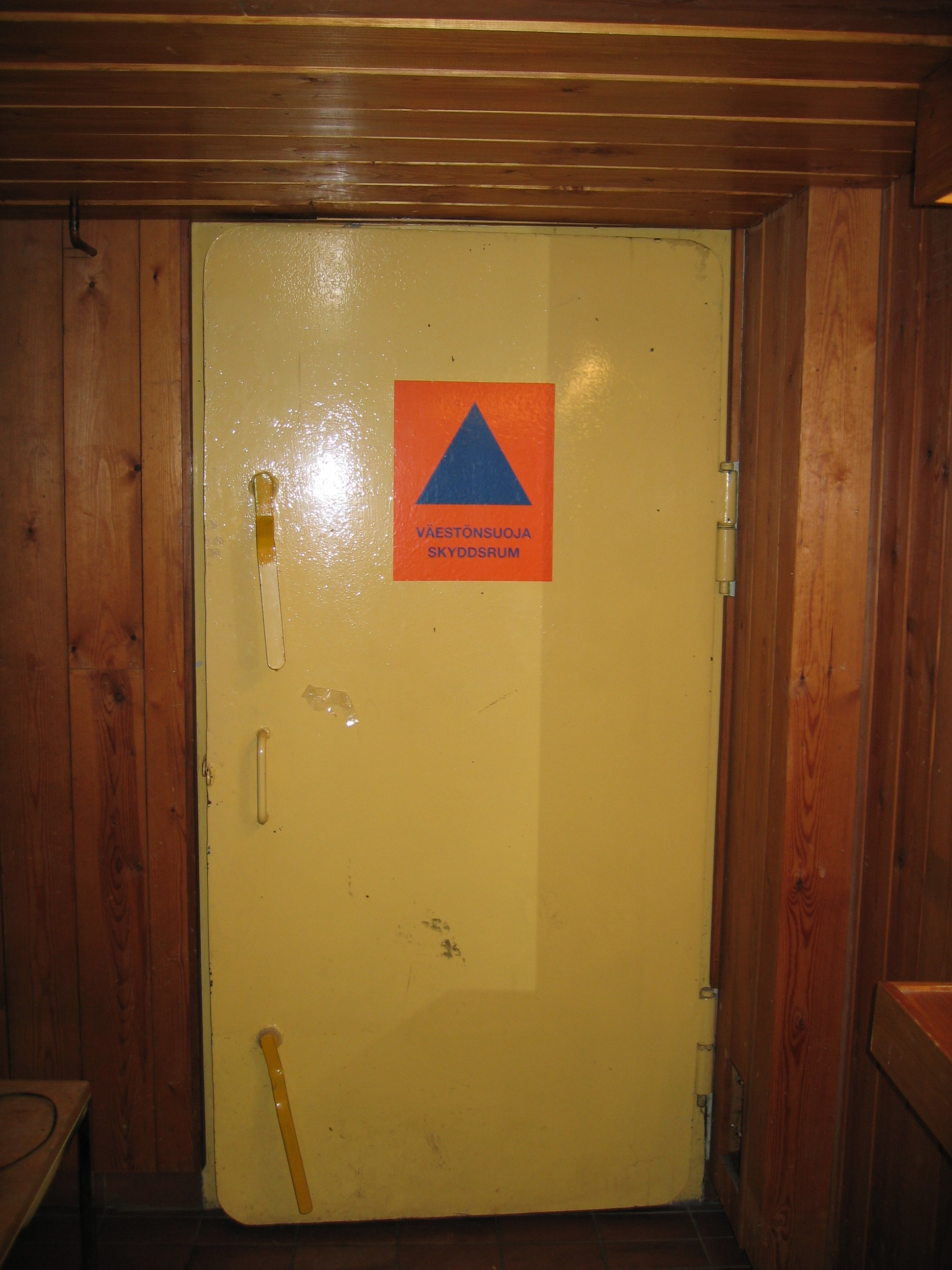
フィンランドの民間の防空壕のドア。標識は民間防衛を示す。

### ハンガリー
冷戦期にen:F-4 Object という核シェルターが、首都ブダペストの都心部に設置された。国会議事堂に繋がる秘密通路を持つブダペスト地下鉄2号線と直結している。一度も使われたことはないが、現在もなお各設備の点検が毎週行われている。

### フランス
首都であるパリの地下採石場の一部は様々な機能を備えた施設として利用されている。その一部は防空壕としても使われている（また、一部は納骨堂として一般開放されている）。パリの地下採石場は、第二次世界大戦時には占領ドイツ軍の防空壕施設、そしてそのすぐ側にはドイツに対抗するレジスタンスの施設が置かれていた。
冷戦期に、元採石場を利用したタヴェルニー空軍基地が核シェルターとして建設された。

### ロシア
首都モスクワには、モスクワ地下鉄に沿うように建設されたとされる、核戦争時の緊急避難シェルターおよびそこに通じる専用路線メトロ-2(en)やバンカー GO-42（現在は博物館に改装）がある。
ヤマンタウ山の地下に核シェルター司令部が置かれている、とアメリカ合衆国は推察している。

## 日本の防空壕
都市部に多数ある地下鉄駅の大部分は、十分深い場所に建造されており、防空壕として使える。太平洋戦争中では地下鉄銀座線の駅が防空壕として使われた。
2004年に施行された武力攻撃事態等における国民の保護のための措置に関する法律（国民保護法）では、弾道ミサイルの着弾などを想定して都道府県知事と政令指定都市市長に避難施設の指定を義務付けている。2020年4月時点で指定された施設は約9万4千だったが、そのうち地下施設は1127しかなく、その時点では地下鉄駅の指定がゼロであった。2010年代以降北朝鮮がミサイル実験を増加させる中、2022年ロシアのウクライナ侵攻が始まり緊張が高まると地下鉄駅の指定数が増え始め、4月後半までに300を超える地下駅舎が避難施設として指定された。大阪府と府下の大阪市、堺市は2022年5月7日に大阪メトロの全133駅中108の地下駅舎を避難施設に指定したと発表し、避難場所を「改札の手前まで」と設定（避難者が線路上に落ちることを防ぐため）。日本の地下鉄駅は、最初から核攻撃を想定して100m以上の深さに造ってはいないが、通常弾頭のミサイルであれば命を守れる可能性が十分に高くなる。なお東京都は地下鉄駅も多いが、2022年4月時点では地下鉄駅の避難施設指定は検討中でゼロの状態であった。
ウクライナ侵攻を期に、日本でも金属製で頑丈な家庭用シェルターへの関心が高まっている。イスラエル製の金属製シェルターは幅約2m x 奥行約4m x 高さ約2mというサイズで乗用車１台分のスペースがあれば設置でき、収容人数は最大5人、価格は税別500万円台。核攻撃を想定した、放射性物質を侵入させないエアフィルターを用いた換気装置を備えた輸入品も販売されている。

### 第二次世界大戦期の防空壕
日本の防空壕は太平洋戦争中に日本本土空襲に対して多数が急造され、戦後はほとんどが取り壊しまたは放置された。
民間のもの
民間の防空壕は簡易なもので、多くは土に穴を掘り、坑道を掘る要領で土が上から崩れないように廃材を組み合わせてつっかえ棒のように使い、かろうじて築いたようなものであった。
これらの民間の防空壕は、航空爆弾の破片や爆風、爆風によって飛来する土砂・石礫などによる危害を避けるための、あくまでも応急的な待避設備であった。日本本土空襲の主力になったB-29から投下される爆弾が直撃した場合は安全は保てない可能性があった。
通常、自宅の敷地内や、空き地などに設けられた。家屋密集地域で、各家に庭なども無く、敷地内に造れない場合は、付近の空き地に、最初から「共同のもの」という位置づけの防空壕がしばしば造られた。
日本本土空襲が現実のものとなり、1944年頃から学校の校庭、強制疎開先の空き地、個人の自宅（住宅）や敷地内などに大量に作られるようになった。人々は空襲警報が鳴ると、身近なところに造られた防空壕に身を隠した。
1940年12月24日に内務省計画局が発した通牒「防空壕構築指導要領」は、空き地や庭に堅固な防空壕を作るよう国民に指示した。ところが、防空法改正により退去禁止と消火義務が法定された後、1942年7月3日に内務省防空局が発した通牒「防空待避施設指導要領」は、床下に「簡易ニシテ構築容易ナルモノ」を設置するよう指示した。
軍部のもの
軍事施設については最優先で各種物資が提供されており鉄筋コンクリートで頑丈な防空壕を建造した。
参謀本部の防空壕は現在の防衛省の敷地に、日本海軍連合艦隊司令部として日吉台地下壕が神奈川県横浜市港北区に造られ、現存する。皇居には「御文庫」並びに「御文庫附属庫」が建造された。
- 太平洋戦争当時の防空壕の内部
- 警防団員の指揮により防空壕で待避する人々（太平洋戦争期）
- 日本海軍連合艦隊]司令部地下壕入り口
（慶應義塾大学日吉キャンパス内）
- 日本海軍の用地内に建造された防空壕（三重県、太平洋戦争期）

#### 太平洋戦争後の歴史的防空壕の管理

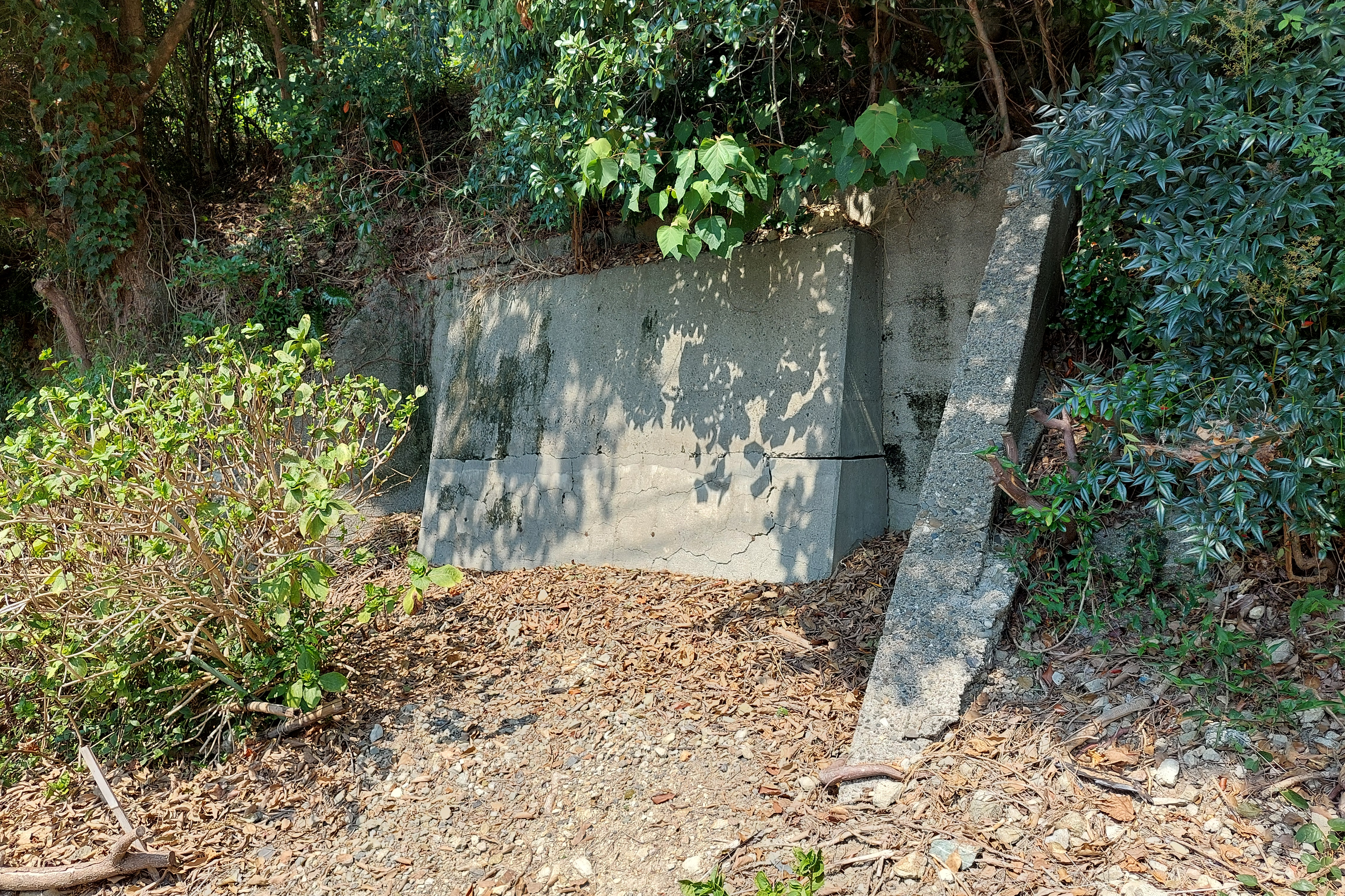
入口を封鎖された防空壕（愛媛県松山市高岡町）

都市部に造られた簡易なものは、大戦の終結後まもなく破壊された。
郊外に造られた洞窟状の防空壕や、鉄筋コンクリート造のものが残っていることもある。平和教育の一環として見学されることがあるものの、管理する地元団体の高齢化が進み、保存の先行きを案じられている。
軍港都市である長崎県佐世保市では、戦後立ち並んだ露店が、岩山に掘られていた防空壕に移るよう市役所から要請され、店舗数の増加に伴い新たに掘られたものを含めて8本の穴で飲食・商店街「とんねる横丁」が21世紀に至るまで営業している。
日本政府は太平洋戦争中に日本軍や地方公共団体、町内会などが築造した防空壕・防火水槽を特殊地下壕と呼び、調査や対策（特殊地下壕対策事業）を行っている。2005年の調査では、日本全国に10,280箇所が確認されているが、民有地では世代交代などにより地域住民や土地所有者ですら存在を忘れている事例も多く、調査のたびに実数は増える傾向にある。
特殊地下壕では、老朽化が進み落盤による地表の陥没などが起きることから、特殊地下壕対策事業として埋め戻しなどが行われている。
1998年度 - 2009年度、国土交通省や自治体は、周囲の建物に影響が出る恐れがある地下壕を中心に、計約53億円かけて195カ所を埋め戻すなどした。しかし新たに発覚する地下壕が後を絶たず、埋め戻しには多額の費用もかかることから、危険な地下壕の撤去は滞ってる。同省の担当者が2022年に語ったところによると、「地下壕の存在が発覚すると、不動産の評価額が目減りする可能性がある。地下壕があると知っていても公表を嫌う地権者もいて、正確な数が把握できない」としている。
- 浅川地下壕[18]、旧海軍司令部壕[19]では3Dデータとして残す試みが行われている。